# Ovunque proteggimi
Ovunque proteggimi è un film italiano del 2018 diretto da Bonifacio Angius.
È un dramma ambientato in Sardegna ancora una volta nel sassarese, così come il suo primo lungometraggio, Perfidia. Il film è stato presentato in prima mondiale nella sezione Festa Mobile del Torino Film Festival.

## Trama
Alessandro è un alienato, sulla cinquantina senza occupazione fissa, ogni tanto si esibisce come cantante di musica folk sassarese . Vive ancora con la madre e, quando non è impegnato in qualche serata musicale con l'amico Gavinuccio, trascorre il suo tempo a bere alcool e a giocare ai Video poker. Una sera, uscendo da una discoteca, devasta la casa della madre che gli aveva rifiutato una somma di denaro e subisce un ricovero coatto nel reparto ospedaliero di psichiatria. Lì incontra Francesca, anche lei sottoposta a ricovero forzato, alla quale era stato sottratto il figlioletto Antonio: i due trascorrono una notte d'amore. Usciti dalla clinica i due decidono di andare alla ricerca del bambino, temporaneamente ospitato presso una struttura di Cagliari.
Una volta giunti, la responsabile della struttura, non potendo contravvenire all’ordinanza restrittiva emessa dal tribunale nei riguardi di Francesca, nega alla madre il permesso di vedere il bambino. Alessandro sdegnato ingiuria la responsabile. Intanto il bambino, vedendo arrivare la madre, si era nascosto, all'insaputa di tutti, nell'automobile guidata da Alessandro e Francesca. I due quando lo scoprono decidono di portarlo via con loro. 
Francesca ha già acquistato i biglietti del traghetto per Barcellona e invita Alessandro ad andare con loro: ma giunti all'imbarco di Porto Torres i tre trovano ad attenderli un posto di blocco. Alessandro allora decide di sacrificarsi aggredendo gli agenti per distogliere l'attenzione da Francesca, che potrà così imbarcarsi indisturbata.

## Riconoscimenti
- 2019  Nastro d'argento al migliore soggetto a Bonifacio Angius
- 2019 Globo d'oro alla miglior attrice a Francesca Niedda